# فيكتور بينيا
فيكتور بينيا (بالإسبانية: Víctor Peña)‏ هو لاعب كرة قدم بيروفي، ولد في 14 أكتوبر 1987 في وانكاشو في بيرو.